# Duas Semanas
Two Weeks (bra/prt: Duas Semanas) é um filme estadunidense de 2006, do gênero comédia dramática, escrito e dirigido por Steve Stockman e estrelado por Sally Field. Estreou nos cinemas em 2 de março de 2007, em alguns cinemas, e foi lançado em DVD em 18 de setembro de 2007. No entanto, foi exibido no Festival Internacional de Cinema de Hamptons em 20 de outubro de 2006 e é frequentemente citado como um filme de 2006.

## Premissa
Quatro irmãos voltam para a casa da mãe, na Carolina do Norte, para o que eles acham que foram os últimos dias de sua vida. De repente, essa reunião de família inesperada se estende desconfortavelmente enquanto ela aguarda, e eles se encontram presos juntos por duas semanas, forçados a enfrentar sua morte e também sua conexão um com o outro.

## Elenco
- Sally Field como Anita Bergman
- Ben Chaplin como Keith Bergman
- Thomas Cavanagh como Barry Bergman
- Julianne Nicholson como Emily Bergman
- Glenn Howerton como Matthew Bergman
- Clea DuVall como Katrina
- James Murtaugh como Jim Cranston
- Michael Hyatt como Carol
- Susan Misner como Sherry
- Jenny O'Hara como Julia

## Recepção
O Rotten Tomatoes dá ao filme uma taxa de aprovação de 19% com base em 26 avaliações, com uma classificação média de 4.4/10. O consenso dos críticos do site diz: "Sally Field dá tudo de si, mas este drama familiar excessivamente piegas parece que leva duas semanas para terminar."